# Копанєв Микола Петрович
Микола Петрович Копанєв (нар. 1 січня 1947, місто Сталіно, тепер Донецьк Донецької області) — український радянський діяч, машиніст гірничих виймальних машин шахти «Самарська» виробничого об'єднання «Павлоградвугілля» Дніпропетровської області. Депутат Верховної Ради УРСР 11-го скликання.

## Біографія
Освіта середня.
З 1964 року — вантажник, підземний гірник на шахті імені газети «Правда» тресту «Пролетарськвугілля» Донецької області. Служив у Радянській армії.
У 1970—1979 роках — гірник очисного вибою шахти «Західно-Донбаська» № 4 виробничого об'єднання «Павлоградвугілля», кріпильник шахти будівельного управління № 3 комбінату «Дніпрошахтобуд», гірник очисного вибою шахти «Західно-Донбаська» № 20/23 виробничого об'єднання «Павлоградвугілля» Дніпропетровської області.
З 1979 року — машиніст гірничих виймальних машин шахти «Самарська» виробничого об'єднання «Павлоградвугілля» Дніпропетровської області.
Потім — на пенсії в місті Тернівка Дніпропетровської області.

## Нагороди
- ордени
- медалі